# Mexikos Grand Prix 2019
Mexikos Grand Prix 2019, officiellt Formula 1 Gran Premio de México 2019, var ett Formel 1-lopp som kördes 27 oktober 2019 på Autódromo Hermanos Rodríguez i Mexico City i Mexiko. Loppet var det artonde av sammanlagt tjugoen deltävlingar ingående i Formel 1-säsongen 2019 och kördes över 71 varv.